# Beaumont (Texas)
Beaumont ist eine Stadt im Südosten des Bundesstaats Texas in den Vereinigten Staaten und Sitz der Countyverwaltung (County Seat) des Jefferson Countys. Das U.S. Census Bureau hat bei der Volkszählung 2020 eine Einwohnerzahl von 115.282 ermittelt.

## Geographie

### Lage
Beaumont liegt mit Port Arthur und Orange im Golden Triangle, einer bedeutenden Industrieregion an der Küste des Golfs von Mexiko.

### Klima
Beaumont liegt in einem Gebiet mit subtropischem Klima mit milden Wintern und heißen und feuchten Sommern. Die Region ist ein durch Hurrikans gefährdetes Gebiet. Im September 2005 erlitt Beaumont durch Hurrikan Rita schwere Zerstörungen.

## Wirtschaft und Bildung
Die Stadt wuchs rasch, nachdem Anfang 1901 die ersten Ölquellen erschlossen wurden. Die wichtigsten Industrien sind heute Ölraffinerien, chemische Fabriken und Papierfabriken. In früheren Zeitabschnitten bedeutende Erwerbszweige, wie Reisanbau und Holz-/Sägewerke, verloren im 20. Jahrhundert an Bedeutung.
Beaumont ist Sitz der Lamar University. Die Stadt liegt an der Interstate 10, es gibt einen regionalen Flughafen. Der Hafen Port Arthur ist 27 Kilometer entfernt.

## Religion
Beaumont ist Sitz des Bistums Beaumont.

## Söhne und Töchter der Stadt
- Kelly Asbury (1960–2020), Animator, Filmregisseur und Drehbuchautor
- Kirk Baptiste (1962–2022), Leichtathlet
- Benny Barnes (1936–1987), Country-Musiker
- Julie Bell (* 1958), Illustratorin und Bodybuilderin
- Katherine Boecher (* 1981), Schauspielerin
- John Barnes Chance (1932–1972), Komponist
- Mark Chesnutt (* 1963), Country-Sänger
- Oliver Coleman (1914–1965), Jazzmusiker
- Calvin Collins (* 1974), Footballspieler
- Robert Laurel Crippen (* 1937), Astronaut
- Walt Davis (1931–2020), Basketballspieler und Olympiasieger im Hochsprung
- Mark Damon Espinoza (* 1960), Schauspieler
- Joseph Anthony Fiorenza (1931–2022), römisch-katholischer Erzbischof
- Edwin Gilbert (1929–2020), Schwimmer
- Larry Graham (* 1946), Sänger, Musiker, Songwriter und Musikproduzent
- Irma P. Hall (* 1935), Schauspielerin
- Thomas Gordon Hartley (1931–2016), Botaniker
- Brian Herrington (* 1976), Komponist und Musikpädagoge
- L. Q. Jones (1927–2022), Schauspieler
- Mike Krepper  (1951–2020), Jazzmusiker
- Barbara Lynn (* 1942), Sängerin, Gitarristin und Songautorin
- Christine Michael (* 1990), Footballspieler
- Alexis Morris (* 1999), Basketballspielerin
- Max Neuhaus, (1939–2009), Musiker, Grafiker und Autor
- Kendrick Perkins (* 1984), Basketballspieler
- George Pratt (* 1960), Comiczeichner, Illustrator, Künstler und Autor
- Frank Robinson (1935–2019), Baseballspieler
- Billie Jo Spears (1937–2011), Country-Sängerin
- Helen Vinson (1907–1999), Schauspielerin
- Jay Wadenpfuhl (1950–2010), Hornist, Komponist und Hochschullehrer
- Clay Walker (* 1969), Country-Sänger
- Edgar Winter (* 1946), Musiker
- Johnny Winter (1944–2014), Blues-Gitarrist